# Carlos Abad-Hernández
Carlos Javier Abad-Hernández Trujillo (Puerto de la Cruz, Tenerife, España, 28 de junio de 1995), conocido como Carlos Abad, es un futbolista profesional español que juega como portero en el Hércules C. F. de la Primera Federación.

## Trayectoria
Debutó profesionalmente en el equipo llamado CD El Peñón de su localidad natal del Puerto de la Cruz en el año 2008. Esa primera temporada destaca y es fichado por el C. D. Tenerife. Su primera actuación en el conjunto tinerfeño fue el 16 de noviembre de 2014, en la jornada 13 de la Segunda División de España contra la U. E. Llagostera, cuando tuvo que reemplazar al portero Roberto Gutiérrez Díaz, que se marchó lesionado. En ese encuentro el equipo catalán salió vencedor por 2-0. Carlos fue titular en los siguientes partidos hasta el 10 de enero de 2015, partido en el que cayó lesionado durante la primera parte frente al Real Betis Balompié, en el Estadio Benito Villamarín. Estuvo de baja cerca de dos meses, debido a una rotura en el ligamento interno de la rodilla izquierda. En esa primera temporada en el C. D. Tenerife disputó de 729 minutos jugados, un total de 9 partidos, saliendo en 8 de ellos como titular.
El 24 de julio de 2015 extiende su contrato con el C. D. Tenerife hasta 2020. Días más tarde, el Real Madrid Castilla (filial del Real Madrid C. F.) que militaba en Segunda División B, lo ficha en calidad de cedido por 2 años. Su debut oficial con el Real Madrid Castilla llega de las manos de Zinedine Zidane, el 2 de agosto de 2015 en el Estadio Alfredo Di Stéfano, contra la Gimnástica Segoviana, partido que ganó el Castilla en casa por 6-0. A partir de ahí, Carlos fue el portero titular durante la temporada 2015-2016. El equipo castillista empezó la temporada con Zinedine Zidane en el banquillo, pero terminaron bajo las órdenes de Luis Miguel Ramis durante ésta campaña. El Real Madrid Castilla quedó líder del campeonato de Liga, con 80 puntos, lo que les permitió jugar los playoffs de ascenso a Segunda División.
Carlos fue el portero titular en los partidos de playoffs contra el UCAM Murcia y el Club Lleida Esportiu, quedando eliminados de la lucha por el ascenso, tras perder tres partidos y empatar solo uno. A pesar del mal resultado, Carlos fue titular en un total de 45 partidos durante ese año.
El año siguiente, en la temporada 2016-2017, el Real Madrid Castilla cambió de entrenador, siendo Santiago Solari el nuevo míster del equipo. Solari apostó de inicio por el portero tinerfeño. Carlos fue el portero titular hasta la jornada 21, partido en el cual fue suplente. A partir de ahí, estuvo 6 jornadas seguidas sin jugar. Reapareció en la jornada 28, en el Estadio Paquito Giménez frente al Yugo U. D. Socuéllamos C. F., reemplazando al portero Luca Zidane, que cayó lesionado del hombro. La jornada 35 fue la última que disputó Carlos como portero del Real Madrid Castilla, jugando en casa frente a la Unión Deportiva San Sebastián de los Reyes, quedándose en el banquillo en los tres últimos partidos de la competición. Durante la temporada 2016-2017, Carlos jugó un total de 27 partidos de Liga como titular. El Castilla, durante esa temporada, quedó undécimo en la clasificación, con un total de 51 puntos.
Finalizados los dos años de cesión en el equipo madrileño, volvió al C. D. Tenerife. Durante la temporada 2017-2018 fue el segundo portero del equipo. Disputó, a su vez, todos los partidos de Copa del Rey de esa misma temporada, hasta quedar eliminados en los dieciseisavos de la competición frente al R. C. D. Espanyol.
El 3 de julio de 2019 extendió su contrato hasta 2022 con el C. D. Tenerife y fue cedido al Xanthi Athlitikos Omilos griego por un año.
El 3 de septiembre de 2020 firmó por dos temporadas por el Real Club Deportivo de La Coruña. Tras cumplir una de ellas rescindió su contrato y en noviembre de 2021 se comprometió con el C. D. Atlético Baleares. La campaña siguiente siguió su carrera en el Hércules C. F.

## Clubes
| Club                                | País   | Año       |
| ----------------------------------- | ------ | --------- |
| C. D. Tenerife                      | España | 2014-2020 |
| Real Madrid Castilla C. F. (cedido) | España | 2015-2017 |
| Córdoba C. F. (cedido)              | España | 2018-2019 |
| Xanthi Athlitikos Omilos (cedido)   | Grecia | 2019-2020 |
| R. C. Deportivo de La Coruña        | España | 2020-2021 |
| C. D. Atlético Baleares             | España | 2021-2022 |
| Hércules C. F.                      | España | 2022-     |